# Sycozoa kanzasi
Sycozoa kanzasi is een zakpijpensoort uit de familie van de Holozoidae. De wetenschappelijke naam van de soort is voor het eerst geldig gepubliceerd in 1930 door Oka.